# Sungkai
Sungkai is een bestuurslaag in het regentschap Batang Hari van de provincie Jambi, Indonesië. Sungkai telt 1010 inwoners (volkstelling 2010).